# Софія Шнайдер
Софія Шнайдер (нім. Sophia Schneider; 12 листопада 1997, Траунштайн) — німецька біатлоністка.

## Біографія
Шнайдер виросла у Фахендорфі, де у п'ятирічному віці почала займатися біговими лижами у місцевому лижному клубі. У 2007 році вона перейшла до клубу SV Oberteisendorf, де в 12 років почала тренування з біатлону на базі в Рупольдінгу і взяла участь у своїх перших змаганнях на Кубку Баварії того ж 2009 року.
У 2011 році Шнайдер дебютувала на національному рівні. На Кубку Німеччини Німецької асоціації лижного спорту (DSV) вона здобувала перемоги та щосезону потрапляла до п'ятірки найкращих у загальному рейтингу своєї вікової групи. Вона часто була однією з найкращих спортсменок у бігу, але через стрільбу показувала результати нижче середнього. У 2013 році була включена до національної збірної DSV.
Шнайдер брала участь у своїх перших міжнародних гонках на Європейському юнацькому олімпійському чемпіонаті 2015 року в Бюрзерберзі, де вона виграла дві бронзові медалі. У тому ж році вона брала участь у своєму першому змаганні Міжнародного союзу біатлоністів на Чемпіонаті світу серед юніорів в Мінську — в Раубічах.
У наступному сезоні її програма змагань включала подальші успішні гонки Кубка Німеччини, на нещодавно запровадженому Юніорському кубку IBU в Обертілліяху, де вона здобула два другі місця, і знову на Молодіжному чемпіонаті світу, де вона фінішувала четвертою в індивідуальному заліку.
Влітку 2016 року Шнайдер закінчила школу і була прийнята в митну лижну команду, щоб зосередитися на спортивних змаганнях. На Чемпіонаті Німеччини серед дорослих у вересні вона фінішувала сьомою в масстарті, залишивши позаду визнаних спортсменок Кубка світу, таких як Ванесса Гінц. У зимовому сезоні 2016/17 Шнайдер брала участь у національних гонках, у юніорському кубку, а також юніорських європейських чемпіонатах і змогла пройти кваліфікацію як юніорка на JWM у Брезно-Осрбліє у Словаччині. Після хороших результатів у спринті та гонці переслідування вона виграла срібну медаль в естафеті разом з Ванессою Фоґт і Анною Вайдель.
Після того, як Шнайдер знову показала дуже гарний результат у масстарті на п'ятому місці на чемпіонаті Німеччини та здобула бронзу з другою баварською естафетою, сезон 2017/18 також склався вдало для молодої спортсменки. Вона домінувала в гонках Кубка Німеччини, в яких брала участь, і досягла успіху в Юніорському кубку з двома перемогами та четвертим місцем у загальному заліку. Однак Шнайдер досягла лише змішаних результатів на Юніорському чемпіонаті світу в Отепяе, Естонія, і не отримала медалі, посівши четверте місце в естафеті.
У наступному сезоні Шнайдер спочатку не розглядалася для команди на Юніорський кубок Німеччини, але змогла кваліфікуватися на свій останній юніорський чемпіонат світу з хорошими результатами в Кубку Німеччини, де вона знову досягла лише результатів нижче середнього і не була частиною жіночої естафети. 
У сезоні 2020/21 влітку Софія Шнайдер знову була частиною групи курсів 1b. Після виграшу срібної медалі в спринті на чемпіонаті Німеччини в Альтенберзі вона була підвищена до першої жіночої команди для осінньої підготовки та була номінована на відкриття Кубка світу в Контіолахті, Фінляндія. У сезоні 2021/22 Шнайдер знову змогла взяти участь у Кубку світу в Антгольці в січні. Того ж року Шнайдер виграла срібну медаль після Норвегії з Філіппом Горном, Лукасом Фрацшером і Яніною Геттіх у німецькій змішаній естафеті на чемпіонаті Європи з біатлону в Арбері.
На чемпіонаті Німеччини з біатлону 2022 року в Обергофі Софія Шнайдер стала найрезультативнішою спортсменкою з двома золотими медалями в індивідуальному та спринтському заліках та четвертимим місцем у гонці переслідування.
На початку Кубку світу 2022/23 справи у жительки Траунштайна пішли ще краще. В індивідуальних змаганнях на дистанції понад 15 кілометрів, в яких брала участь майже вся світова еліта, вона посіла одинадцяте місце в перемозі над шведкою Ганною Оберг, ставши третьою найкращою німецькою спортсменкою після Ванесси Фоґт і Деніз Геррманн-Вік.

## Статистика

### Місця в Кубку світу з біатлону
У таблиці наведено статистику виступів біатлоніста в Кубку світу.
- Місця 1–3: кількість подіумів
- Чільна 10: кількість фінішів у першій десятці
- В очках: кількість виступів, на яких біатлоніст здобував очки
- Старти: кількість стартів
- Естафета: включно зі змішаною

| Місця                     | Індивід. | Спринт | Персьют | Мас-старт | Естафета | Разом |
| ------------------------- | -------- | ------ | ------- | --------- | -------- | ----- |
| 1                         |          |        |         |           |          |       |
| 2                         |          |        |         |           | 2        | 2     |
| 3                         |          |        |         |           | 1        | 1     |
| Чільна 10                 |          | 1      |         |           | 4        | 5     |
| В очках                   | 2        | 3      | 4       | 2         | 4        | 15    |
| Стартів                   | 3        | 8      | 4       | 2         | 4        | 21    |
| Станом на: 22 грудня 2023 |          |        |         |           |          |       |

### Чемпіонат Європи
| Подія                                                                                      | одинаки | супер спринт | спринт | переслідування | змішана естафета | Одиночна змішана естафета |
| ------------------------------------------------------------------------------------------ | ------- | ------------ | ------ | -------------- | ---------------- | ------------------------- |
| ЄВРО 2020 в Білорусь                                                                       |         | 91           | 82     | –              | –                | –                         |
| ЄВРО 2022 в [[Файл:Помилка виразу: незрозуміле слово «gro»\|20x13px\|Німеччина]] Німеччина | 8       |              | 14     | 23             | 2                | –                         |